# Revolutionäre Ukrainische Partei
Die Revolutionäre Ukrainische Partei (Революційна українська партія, РУП) war die erste politische Partei in der damals dem Russischen Reich zugehörigen Zentral- und Ostukraine. Die Partei wurde von den ukrainischen Studentenverbänden 1900 in Charkiw als eine geheime revolutionäre Organisation gegründet. Die RUP war eine Mutterpartei, aus der später mehrere ukrainische Parteien, meist sozialistischer und sozialdemokratischer Richtung, hervorgegangen sind.

## Politisches Programm
Zunächst diente der RUP als ihr politisches Programm eine Rede vom Charkiwer Rechtsanwalt Mykola Michnowskyj, die er 1900 anlässlich der Feierlichkeiten zum Geburtstag und Jahrestag des Todes des ukrainischen Nationaldichters Taras Schewtschenko (9.  und 10. März) in Charkiw und Poltawa gehalten hatte. Michnowkyj war zwar kein Mitglied der RUP, hat aber seine Rede im Auftrag ihrer Führung und als ihr politisches Programm gefasst. In der Rede wurde die Forderung nach „einer, einheitlichen, unteilbaren, freien, souveränen Ukraine von den Karpaten bis an den Kaukasus“ gestellt und als nächstes Ziel das „Wiedererlangen der Rechte, die uns durch die Verfassung von Perejaslaw 1654 gewährt wurden, mit der Ausdehnung ihrer Geltung über das ganze Gebiet des Ukrainischen Volkes“ gesetzt. 1902 spaltete sich der rechte nationalistische Flügel wegen der Aufgabe des Zieles völliger politischer Selbstständigkeit der Ukraine von der RUP  ab und gründete die Ukrainische Volkspartei (UNP) unter Führung von Mykola Michnowskyj. Gleichzeitig kritisierte die Parteilinke „Fehlen von Sozialismus“ im anfänglichen Parteiprogramm, in dem zunächst alle wirtschaftlichen und sozialen Fragen ausgeklammert blieben. Dies führte 1903 zur Abspaltung der ebenfalls 1900 gegründeten und später mit der RUP fusionierten Ukrainischen Sozialistischen Partei (USP).
1903 hatte sich die RUP von der Forderung nach einem gänzlich selbständigen ukrainischem Staat zugunsten einer bloßen nationalen Autonomie für die Ukrainer innerhalb des Russischen Reiches abgewendet. Seit dieser Abkehr von den nationalistischen Positionen nahm die RUP immer mehr die Züge einer sozialdemokratischen Partei an. Im gleichen Jahr veröffentlichte sie in der Parteizeitung „Haslo“ (Die Parole) ihre neuen programmatischen Grundsätze auf der Basis des Erfurter Programms der SPD von 1891. Im Jahr 1904 nahm ihr Vertreter am Kongress der Sozialistischen Internationale in Amsterdam teil.
Der erste Parteitag der RUP 1904 brachte die Spaltung der Partei mit sich: Eine kosmopolitisch eingestellte Minderheit schloss sich schon 1905 der Russischen Sozialdemokratischen Arbeiterpartei an und existierte als eine autonome ukrainische Sektion bis 1913. Die nationalistisch gesinnte Mehrheit unter Führung von Mykola Porsch und Symon Petljura änderte am 2. Parteitag den Namen der Partei in Ukrainische Sozialdemokratische Arbeiterpartei (USDRP) und verabschiedete das an das Erfurter Programm der SPD angelehnte Parteiprogramm mit der Forderung einer nationalen Autonomie für die Ukraine.

## Bekannte Vertreter
- Symon Petljura
- Wolodymyr Wynnytschenko
- Dmytro Antonowytsch
- Mykola Porsch
- Wolodymyr Tschechiwskyj